# Auma Obama
Pour les articles homonymes, voir Obama (homonymie).
Auma Obama, née vers 1960 à Nairobi au Kenya, est une journaliste, sociologue et écrivaine, kényane.  Elle est la demi-sœur aînée de Barack Obama, 44e président des États-Unis.

## Biographie

### Famille
Auma Obama est née et a grandi au Kenya. Elle est la fille de Barack Obama, Sr., fonctionnaire du gouvernement kényan et de Kezia, femme de ménage, qu'il épouse alors qu'elle est âgée de 16 ans. De leur union naissent quatre enfants : Abongo (Roy), Auma, Abo et Bernard. Après avoir quitté Kezia, 
Barack Obama, Sr., part, à 23 ans, faire des études à l'université d'Hawaï puis il épouse Ann Dunham, avec qui il a un fils, Barack Obama, futur président des États-Unis. Ils divorceront en janvier 1964.

### Formation
En 1980, elle va en Allemagne, grâce à une bourse du DAAD, pour étudier la langue, la philologie et la sociologie à l'université de Heidelberg. Dans sa thèse de doctorat, elle compare la conception du travail en Allemagne et au Kenya. Par la suite, elle achève avec succès, un autre programme d'études à l'académie allemande du cinéma et de la télévision à Berlin et obtient, en même temps, un doctorat de l'université de Bayreuth.

### Carrière

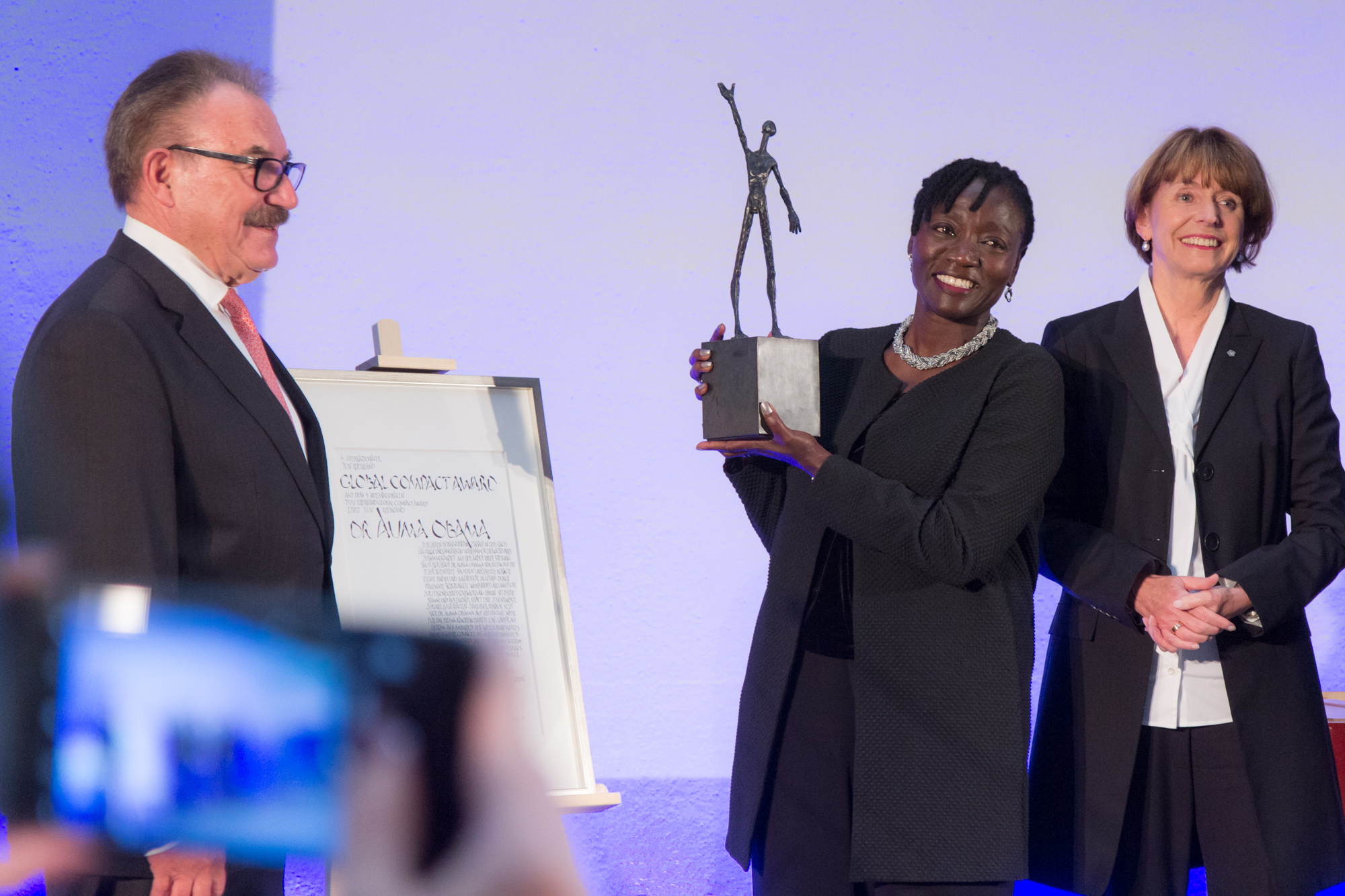
Auma Obama (au centre) recevant le, le 10 octobre 2017.

Pendant plusieurs années, Auma Obama vit et travaille en Allemagne et au Royaume-Uni, où elle fait du travail social avec des adolescents, avant de retourner au Kenya, où elle travaille pour l'organisation humanitaire CARE International. Une partie importante de son travail consiste en l'établissement et la coordination du réseau Sport for Social Change. Cette initiative réunit des organisations de différents pays d'Afrique de l'Est, d'Égypte et du Bangladesh, afin de familiariser les filles, en particulier, avec le sport en tant que moyen d'améliorer leur propre situation sociale. Elle travaille également sur le projet Box Girls afin de redonner aux adolescentes, la confiance en elles.  De juillet 2010 à décembre 2012, elle est membre du conseil d'administration de la Fondation Jacobs (de), basée à Zurich, dont l'objectif principal est de promouvoir l'innovation dans le développement des enfants et des jeunes.
Elle est la fondatrice et la directrice de la fondation Sauti Kuu (de). Celle-ci, créée au Kenya et active en Allemagne, soutient les enfants et les adolescents dans leurs actions afin qu'il parviennent à avoir une vie indépendante et puissent être financièrement autonomes.  
Par ailleurs, elle est membre du conseil d'administration de la fondation Stiftung Lesen et membre du conseil d'administration de Kilimanjaro à Nairobi. Cette association organise, une fois par an, un événement au cours duquel des jeunes défavorisés escaladent le Kilimandjaro, la plus haute montagne d'Afrique. Le 10 octobre 2017, à Cologne, Auma Obama, reçoit le Prix du développement durable, (Prix international TÜV Rheinland Global Compact (de)).
En 2021 elle participe, à la 14e saison de Let's Dance, la version allemande de Danse avec les stars.

### Vie privée
En 1996, elle épouse le Britannique Ian Manners, avec qui elle a une fille,  Akinyi Manners. Ils divorcent peu après. En 2017, elle vit au Kenya. 

## Autobiographie
- (de) Auma Obama, Das Leben kommt immer dazwischen : Stationen einer Reise, Cologne, Lübbe, 2010, 316 p. (ISBN 978-3-7857-2403-3).

## Source de la traduction
- (de) Cet article est partiellement ou en totalité issu de l’article de Wikipédia en allemand intitulé « Auma Obama » (voir la liste des auteurs).